# Parlamentarne volitve v Italiji 2022
Parlamentarne volitve v Italiji 2022 so bile predčasne volitve, ki so potekale 25. septembra 2022. Italijanski predsednik Sergio Mattarella je 21. julija 2022 razpustil parlament zaradi padca vlade Maria Draghija, in razpisal volitve. Na slednjih je slavila desna stranka Bratje Italije Giorgie Meloni, ki je z desnosredinsko koalicijo s strankami Liga (Lega), Naprej Italija (Forza Italia) in Zmerneži (Noi Moderati) osvojila absolutno večino, Meloni pa je 22. oktobra 2022 prisegla kot italijanska premierka, prva ženska v zgodovini na tem položaju.

## Rezultati
Razdelek v izdelavi.